# Aleksandr Dargomysjskij
Aleksandr Sergejevitj Dargomysjskij (ru. Александр Сергеевич Даргомыжский) (14. februar 1813 i Dargomysj i Tula oblast – 17. januar 1869 Sankt Petersborg) var en russisk komponist. Han slog bro over gabet i russisk opera mellem Mikhail Glinka og den senere generation med "De Fem" og Tjajkovskij.
Dargomysjskij var søn af adelige forældre, der tog ham med til Ruslands hovedstad, hvor han fik undervisning i klaver- og violinspil, samt i teori. 1831 fik Dargomysjskij ansættelse i et ministerium; men dette hindrede ham ikke i at dyrke musikken;
han optrådte som pianist både i private kredse og ved koncerter, ligesom han skrev og udgav en række sangkompositioner.
1835 tog han dog afsked fra sit embede for helt at ofre sig for musikken, og i de følgende år var han ivrigt optaget af studiet af musikteori og klassikernes arbejder. 1845 foretog han en større udenlandsrejse til Tyskland og Frankrig; efter sin hjemkomst levede han til sin død i St. Petersburg, fra 1867-69 som præsident for det Russiske Musikselskab. I Dargomysjskijs senere år var hans hjem, hvortil han på grund af sygdom stadig var bundet, samlingssted for komponisterne af den nyrussiske skole.
Det er som operakomponist, at Dargomysjskij har vundet et berømt navn i sit hjemland. Hans første opera Esmeralda i traditionel stil opførtes 1847 i Moskva. Den følgende (ballet med sang), Bacchusfesten, opførtes 1867 samme sted; men forinden var hans hovedværk Russalka (efter en undine-digtning af Pusjkin) blevet opført 1856 og havde vundet stor popularitet; denne over et nationalt emne komponerede opera indtager både i dramatisk og musikalsk henseende en høj rang og hører endnu til de russiske operasceners repertoire. (beg. 1900-tallet)
Indflydelser fra Wagner, Liszt og Berlioz gjorde sig imidlertid efterhånden mere og mere gældende hos Dargomysjskij, og hans sidste, af Rimskij-Korsakov og César Cui fuldendte opera, Stengæsten, der er komponeret til Pusjkins dramatiske digtning (Don-Juan-emnet), bærer i høj grad præg deraf. Det er et mærkeligt værk, helt igennem holdt i en ejendommelig recitativisk stil, der beundres af ungrusserne som et forbillede, men næppe har slået an hos det store publikum.
Foruden disse operaer har Dargomysjskij skrevet nogle orkesterfantasier, en del klavermusik og talrige sange, der til dels har fundet stor udbredelse.
Note
1. ↑  Undiner er en slags ånder som er knyttet til vand. — Se Elementærånder og Undiner (norsk)